# Wojciech Torzewski
Wojciech Torzewski – polski filozof, dr hab. nauk humanistycznych, profesor uczelni Instytutu Filozofii Uniwersytetu Kazimierza Wielkiego.

## Życiorys
W 1995 uzyskał tytuł magistra na Uniwersytecie im. Adama Mickiewicza w Poznaniu, 16 kwietnia 2002 obronił pracę doktorską Rozum i historia. Wilhelma Diltheya uprawomocnienie rozumu historycznego, 19 maja 2014 uzyskał stopień doktora habilitowanego. Został zatrudniony na stanowisku adiunkta w Instytucie Filozofii na Wydziale Humanistycznym Uniwersytetu Kazimierza Wielkiego.
Był profesorem nadzwyczajnym w Instytucie Filozofii na Wydziale Administracji i Nauk Społecznych Uniwersytetu Kazimierza Wielkiego, oraz w Wyższej Szkole Zarządzania Środowiskiem w Tucholi.
Awansował na stanowisko profesora uczelni Instytutu Filozofii Uniwersytetu Kazimierza Wielkiego.